# Killerton
Killerton er en engelsk ejendom fra det 18. århundrede. Det ligger i Broadclyst ved Exeter i Sydengland og har siden 1944 været ejet af National Trust.
Killerton er åben for offentligheden, og man kan se en særpræget park beliggende delvis på en ret stejl bakke. På bakken ses resterne af et jernalderfort, der kendes under navnet Dolbury, hvor man endvidere har fundet tegn på romersk aktivitet. Parken har omfatter også samlinger af rhododendron, magnolier og sjældne træer samt forskellige lysthuse og andre bygninger.